# Didi (football, 1982)
Pour les articles homonymes, voir Magalhães, Silva et Didi (homonymie).
Cleidimar Magalhães Silva, surnommé Didi, né le 10 septembre 1982 à Itabira au Brésil, est un footballeur brésilien évoluant à un poste d'attaquant.

## Palmarès
- Champion de Roumanie en 2008 avec le CFR 1907 Cluj.